# Илова (Караш-Северин)
Илова (рум. Ilova) насеље је у Румунији у округу Караш-Северин у општини Слатина-Тимиш. Oпштина се налази на надморској висини од 425 m.

## Прошлост
Аустријски царски ревизор Ерлер је констатовао 1774. године да место припада Тамишком округу, Карансебешког дистрикта. Село има милитарски статус а становништво је било претежно влашко.

## Становништво
Према подацима из 2002. године у насељу је живело 841 становника, од којих су сви румунске националности.